# بانيبيد (مقاطعة دالاهو)
بانيبيد (بالفارسية: بانی‌بید) هي قرية تقع في قسم قلخاني الريفي (مقاطعة دالاهو) في إيران. يقدر عدد سكانها بـ 211 نسمة بحسب إحصاء 2016.